# 維祇難
維祇難，梵名Vighna，意譯為「障礙」（那體慧認為原語可能是Vijita-nanda，而非Vighna），生卒年不詳，天竺人。

## 生平
維祇難全家累世信奉拜火教，不信佛法。當時有一個比丘，因為遠行關係，路過其家，想要借住一宿，因為信仰不同，於是維祇難一家讓比丘露宿外頭。比丘為了教化維祇難，所以施展密法，讓維祇難家中所供之火無因自熄。因此，維祇難全家才捨棄了原先的拜火信仰，皈依於佛教。自此捨棄本來所學，改學佛教三藏義理，尤其擅於《四阿含經》。
孫吳孫權黃武三年（224年），維祇難和同伴竺律炎，從西域來到中國，在江左的武昌郡（今鄂州市）落腳。

## 貢獻
維祇難至中國時帶來了「曇鉢經」，即《法句經》的梵文本，並譯出漢文本，共兩卷。譯經過程，由於和竺律炎兩人對華語尚未熟悉，所以翻譯的重點在於不失經句義理，語言呈現質樸特色。後學沙門法立、法巨才又重翻，共有五卷。維祇難除了譯出《法句經》外，所譯經典尚有《阿差末經》四卷（今闕），竺律炎則譯出《摩登伽經》（三卷）、《梵志經》（一卷））、《佛醫經》（一卷）、《三摩竭經》（一卷）。
當時由於佛教在中國仍處傳播階段，經典、戒律都有待進一步的弘揚。以戒法來說，中國戒律的起點，雖有曇柯迦羅三藏譯出了《僧祇戒本》，為佛教徒應持守的戒律做出了具體簡扼的原則，但仍不夠。在從僧傳紀錄中，我們可以見到維祇難等人，皆傳律義，對佛教戒律的傳播做出了貢獻。